# Xã Granite, Quận Morrison, Minnesota
Xã Granite (tiếng Anh: Granite Township) là một xã thuộc quận Morrison, tiểu bang Minnesota, Hoa Kỳ. Năm 2010, dân số của xã này là 481 người.